# Alessandro Tassoni
Alessandro Tassoni (Modena, 28 settembre 1565 – Modena, 25 aprile 1635) è stato uno scrittore e poeta italiano.

## Biografia
Nacque in una famiglia dell'aristocrazia, figlio del conte Bernardino Tassoni e della nobildonna Sigismonda Pellicciari, entrambi modenesi. Fu chiamato Alessandro in onore del nonno paterno. A dieci mesi perse il padre, e quando aveva due anni e mezzo divenne orfano anche di madre. Fu così affidato alle cure del nonno materno Giovanni Pellicciari. Alla morte del nonno fu lo zio Marc'Antonio a prendersi cura di Alessandro. Già da piccolo fu cagionevole di salute.
Studiò lingue classiche, poesia ed eloquenza a Modena sotto la direzione di Lazzaro Labadini e si laureò in giurisprudenza a Ferrara il 14 novembre 1585; compì inoltre studi di filosofia e scienze naturali a Bologna, sotto la guida di Claudio Betti e di Ulisse Aldrovandi. Il 21 giugno 1589 fu eletto membro dell'Accademia della Crusca col nome di "Brullo". Di indole orgogliosa, aggressiva, a tratti persino violenta, nel 1596 fu bandito dagli Stati Estensi a seguito di una serie di aggressioni.
Nel 1597 fu chiamato a Roma dal cardinale Ascanio Colonna in qualità di suo segretario, e al suo seguito andò in Spagna tra il 1600 al 1603.  Ammiratore di Carlo Emanuele I di Savoia, nel 1618 divenne suo segretario presso l'ambasciata di Roma. Nel periodo romano frequentò i maggiori intellettuali della città ed entrò a far parte dell'Accademia degli Umoristi di cui fu eletto Principe nel 1606.
Dopo aver soggiornato per un breve periodo alla corte di Torino, nel gennaio del 1626, entrò a servizio del cardinal Ludovico Ludovisi. Quando poi morì il cardinale, Tassoni passò al servizio del duca Francesco I d'Este. 
Morì a Modena il 25 aprile 1635 e fu sepolto nella Chiesa di San Pietro Apostolo.

## Opere
La sua opera più famosa è La secchia rapita, poema eroicomico, in cui l'autore riprende la tradizione burlesca di irridere il mondo cavalleresco. Ambientato nel Medioevo, il poema narra la storia di un conflitto tra modenesi e bolognesi che si contendono una secchia da pozzo "rapita" dai modenesi, mentre i bolognesi tengono come prigioniero re Enzo di Sardegna, figlio naturale di Federico II di Svevia. Un importante contributo al dibattito culturale fra "Antichi" e "Moderni" (querelle des Anciens et des Modernes) nato in Italia tra la fine del XVI e il XVII secolo ed estesosi successivamente alla Francia, Tassoni l'ha offerto con il suo Paragone degl'ingegni antichi e moderni, decimo libro dell'opera Pensieri diversi pubblicata a Carpi nel 1620.  
Altre opere:
- Dieci libri di pensieri diversi;
- Considerazioni sopra le rime del Petrarca;
- Oceano;
- Filippiche;
- Risposta.

## Il "Premio Alessandro Tassoni"

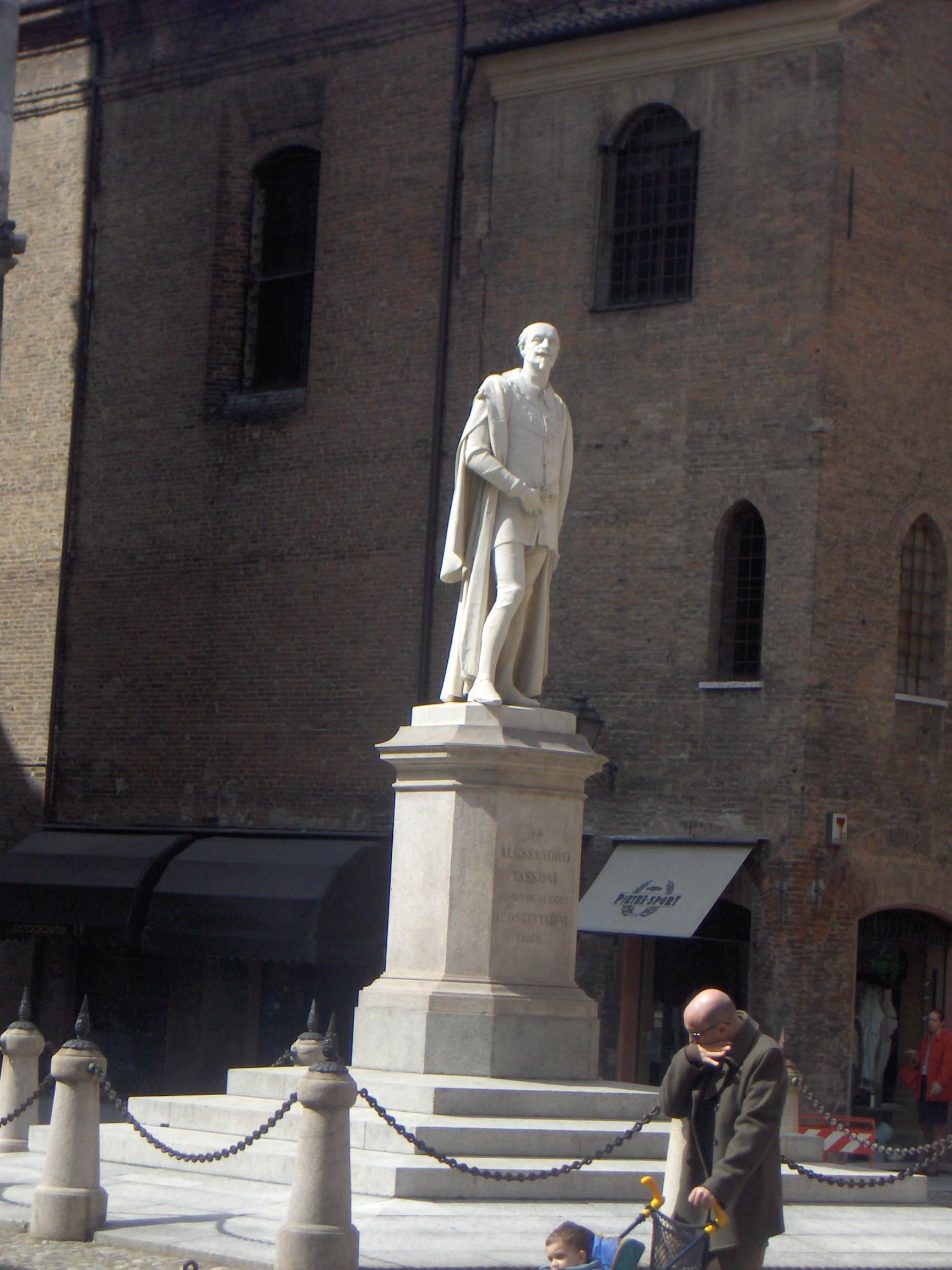
Modena: monumento ad Alessandro Tassoni

Nel 2005, a Modena, in suo onore, è nato il "Premio Alessandro Tassoni" (Poesia, narrativa, teatro, saggistica), a cura dell'Associazione culturale "Le Avanguardie" e della Rivista "Bollettario".

## Onorificenze e dediche
- A Modena gli è stato intitolato il liceo scientifico cittadino.
- A Torino in zona Campidoglio gli è stato intitolato un corso nel tratto compreso fra piazza Bernini e corso Svizzera.

## Note

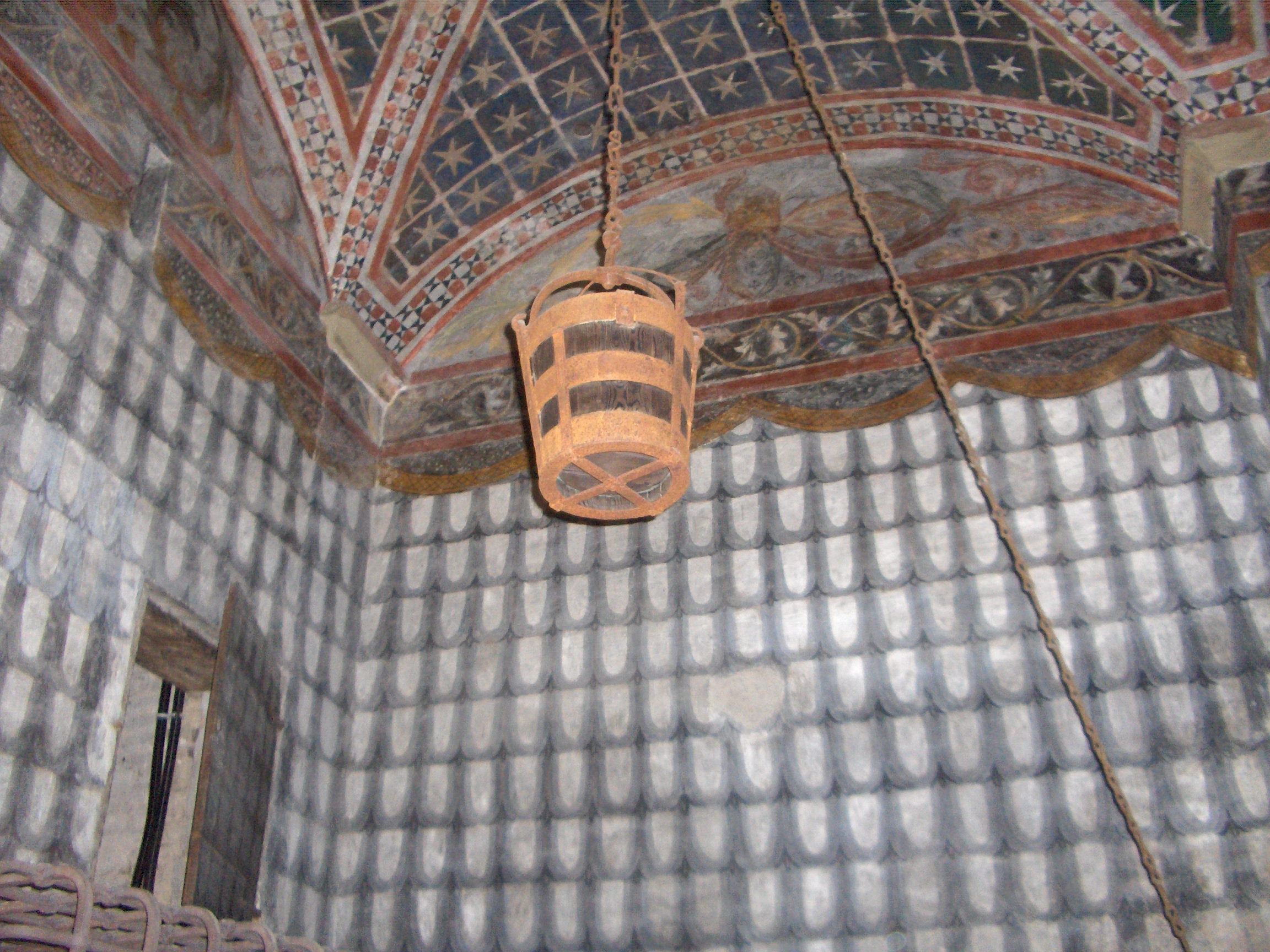
La secchia rapita, esposta all'interno della Torre Ghirlandina